# Novela (álbum de Fito Páez)
Novela é um álbum não oficial do roqueiro argentino Fito Páez, datado de 1988.
Pouco se sabe sobre esta Demo tape, mas supostamente trata-se de um projeto que contém músicas que o Fito estava fazendo para a trilha-sonora de um curta-metragem que por problemas financeiros não foi a frente.
Estão inclusas neste álbum 14 faixas, dentre as quais 2 seriam lançadas oficialmente em outros discos, com outros nomes. Trata-se de “As de Poker”, que em 1994 seria lançada com o CD “Circo Beat” e teria o nome de Circo Beat, e a música "Novela" que seria gravada por Fabiana Cantilo, com o título de "Nada es para siempre", no disco "Sol en Cinco", de 1995, e ainda "Las brujitas", que seria regravada e incluída em um álbum de canções infantis chamado Piojos y piojitos, lançado em 1991, com o nome de "Ay bruja bruja brujita"

## Faixas
1. ”Introducción”
2. "Brujas Salem"
3. "Jimmy Jimmy"
4. "Your Time"
5. "Una Miserable Fan"
6. "Balas y Flores"
7. "As de Poker (Circo Beat)"
8. "Telekinesis"
9. "El Diablo en el Alma"
10. "Pateando Mierda y Rompiendo Botellas"
11. "Novela (Nada es para siempre)"
12. "Lo que ves en Mi"
13. "Las Brujitas"
14. "Looking for the Change"